# Mollalı (Cəlilabad)
Mollalı è un comune dell'Azerbaigian situato nel distretto di Cəlilabad. Conta una popolazione di 261 abitanti.